# White River (Arkansas)
 For alternative betydninger, se White River. (Se også artikler, som begynder med White River)
White River er en 1.162 km lang flod som løber gennem delstaterne Arkansas og Missouri i USA.
White har udspring i Boston Mountains sydøst for Fayetteville i det nordvestlige Arkansas. Floden løber derefter nordover, og går i en bue gennem den sydvestlige del af Missouri, nær Branson, og løber tilbage ind i Arkansas, og fortsætter derefter i en hovedsagelig sydøstlig retning til udløbet i Mississippifloden lige ovenfor stedet hvor floden Arkansasfloden også munder ud. Selv om White er betydelig kortere end Arkansas River har den næsten lige så stor middelvandføring.